# Lesná (Tachovi járás)
Lesná település Csehországban, Tachovi járásban. Lesná Obora, Milíře, Hošťka, Tachov, Dlouhý Újezd, Rozvadov, Studánka, Bärnau, Flossenbürg és Georgenberg településekkel határos. Lakosainak száma 476 fő (2024. január 1.).

## Népesség
A település lakosságának változását az alábbi diagram mutatja:
| Lakosok száma | 5531 | 3789 | 3507 | 583  | 515  | 443  | 468  | 465  | 456  | 476  |
|               | 1869 | 1900 | 1921 | 1961 | 1980 | 2011 | 2016 | 2019 | 2021 | 2024 |